# Ophelia multibranchia
Ophelia multibranchia är en ringmaskart som beskrevs av Anne D. Hutchings och Murray 1984. Ophelia multibranchia ingår i släktet Ophelia och familjen Opheliidae. Inga underarter finns listade i Catalogue of Life.